# Проект Е-3
Проект Е-3 (часто его упоминают также как проект Е-4) — разработанный в Советском Союзе проект по подрыву на Луне атомного заряда. Проект предложен атомным физиком Яковом Борисовичем Зельдовичем. Основная цель проекта — доказать всему миру, что советская станция достигла поверхности Луны. Благодаря мощному взрыву, который поднял бы большое облако лунного вещества, можно было бы спектрально проанализировать состав лунной поверхности с помощью земных телескопов. Похожую научную миссию, но в меньшем масштабе, выполнял Lunar Crater Observation and Sensing Satellite 9 октября 2009 года.
Несмотря на наличие противников такого проекта, он был, как и другие предложения, детально проработан. В ОКБ-1 С. П. Королева даже изготовили макет космического корабля. Его размеры и масса были определены атомными физиками с учётом неэффективной технологии бомб того времени. Контейнер с ядерным зарядом был оснащён многостержневым инициатором, аналогично морской мине, для обеспечения взрыва в момент контакта с поверхностью Луны.

## Предпосылки
Формулировка советских планов освоения Луны началась с письма, которое Сергей Павлович Королёв и Мстислав Всеволодович Келдыш отправили 28 января 1958 года в ЦК КПСС. В этом письме они изложили два основных пункта лунной программы: столкновение искусственного спутника с Луной и облет Луны для фотографирования обратной стороны. Эта программа была утверждена первым секретарем партии Н. С. Хрущёвым.
Академик Зельдович исходил из того, что космический корабль — это объект весьма небольших размеров, и ни один астроном на Земле не сможет наблюдать его падение на Луну, даже если его заполнить взрывчаткой.

## Отказ от программы
Отправка в космос ядерного заряда была чревата техническими и политическими сложностями. В случае неудачного запуска атомный заряд мог упасть на территории Советского Союза, а в случае нештатной работы третьей ступени он мог упасть на территории другой страны в том числе США или Канады. Также была вероятность того, что атомная бомба осталась бы на земной орбите или ушла на гелиоцентрическую орбиту. Существовала также организационно-политическая проблема. Для того, чтобы иностранные обсерватории могли наблюдать взрыв, их требовалось уведомить заранее, что было невозможно в СССР из-за секретности.
Инициатива отказаться от проекта Е-4 исходила от автора проекта Я. Б. Зельдовича, так как, проделав расчёты, он получил, что длительность и яркость вспышки в вакууме может оказаться недостаточной для её фоторегистрации с Земли.